# Louise Labé

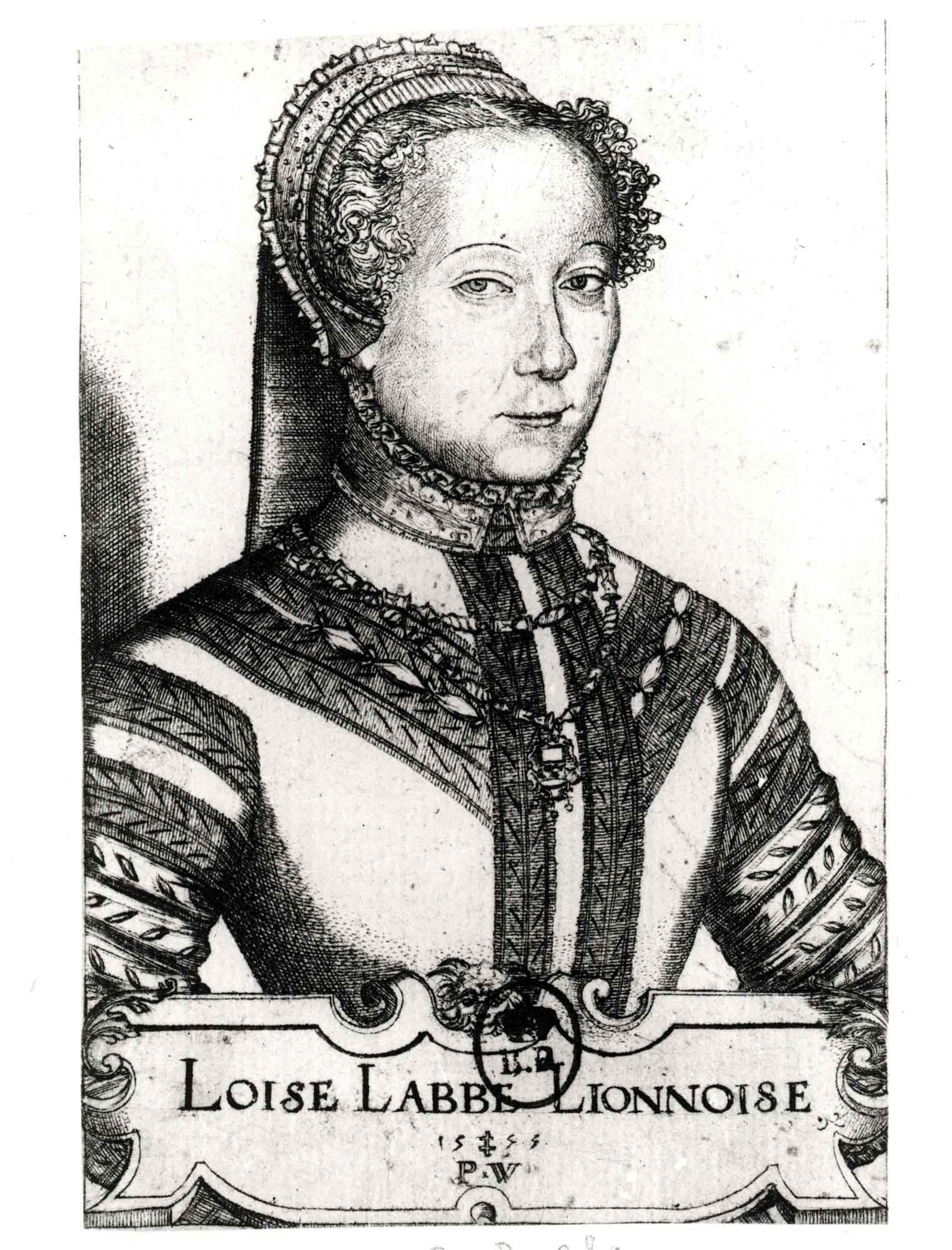
Louise Labé. Gravura de Pierre Woeiriot, 1555.

Louise Labé nascida Louise Charly dita La Belle Cordière (A Bela Cordoeira), (1524, Lyon – 25 de Abril de 1566, Parcieux-en-Dombes), foi uma poetisa francesa.

## Vida
Filha de Pierre Charly, um rico cordoeiro, e de Étiennette Roybet, Louise recebeu uma educação refinada para a época, consistindo de latim, italiano, música, equitação e até mesmo esgrima. Bonita e independente, aos dezesseis anos (1542) disfarçou-se de homem e sob a alcunha de "capitão Loyz" acompanhou um de seus amantes ao cerco de Perpignan e chegou mesmo a tomar parte de combates. Anos depois, novamente travestida, participou de um torneio de esgrima em Lyon.
Em 1550 resolveu casar-se e desposou Ennemond Perrin, cordoeiro e rico como fora seu pai, de onde veio o apelido de "Bela Cordoeira". Em sua mansão, deu grandes recepções para a sociedade burguesa da época, e, com a morte do marido (por volta de 1560), voltou a ter inúmeras aventuras amorosas (embora, entre suas conquistas, seja conhecido apenas o nome do poeta Olivier de Magny).
A principal obra de Louise Labé é o Débat de Folie et d'Amour ("Debate da Loucura e do Amor"), de 1555, na qual defende uma pauta "feminista": direito das mulheres à educação, à liberdade de pensamento e a escolha de parceiros. Seguem-se a eles as três Élégies ("Elegias"), no mesmo ano. As obras, que exprimem uma "paixão sensual e ardente"Grande Enciclopédia Delta Larousse. Rio de Janeiro: Editora Delta, 1976. V. 9, p. 3857., foram inspiradas no modelo da época, Petrarca, mas além do grande rigor formal, destacam-se dentre as obras contemporâneas por seu ardor, sua espontaneidade e pela sinceridade com que são expressos os sentimentos. Embora perseguida e repreendida por vários reacionários, ela foi saudada por seus colegas poetas da época como uma nova Safo, fama notável para uma poetisa com tão poucos trabalhos publicados.

## Obras
- Débat de Folie et d'Amour (1555)
- Élégies (1555)

No Brasil foi lançada uma edição contendo o Debate da Loucura e do Amor em 1995 pela editora Siciliano, com tradução de Felipe Fortuna, a qual contém uma introdução histórica e biográfica do próprio tradutor, 24 sonetos cujo tema principal é o amor e seus paradoxos e mais três elegias. A edição atualmente encontra-se esgotada, mas pode ser encontrada em sebos. Segue um pequeno excerto da obra:
Porque não tem como se afastar e começar outro romance, expulsando um Amor com outro Amor. Elas se queixam de todos os homens por causa de um só. Elas chamam de loucas as que amam. Amaldiçoam o primeiro dia em que amaram. Fazem juras de que jamais amarão de novo - mas isso não dura muito. Logo voltam o olhar para quem tanto amaram. Se elas possuem algum retrato dele, elas o beijam, rebeija, molham com lágrimas, colocam-no à cabeceira e sob travesseiro, e escutam elas mesmas as queixas sobre suas miseráveis aflições. Quantas delas eu vejo descerem até os Infernos para tentarem, como antigamente Orfeu, recuperar seus amores perdidos? E em todos esses atos, que sinais vós encontrais senão os da Loucura? Sentir o coração longe de si, estar ora em paz, ora em guerra, ora em trégua. Cobrir e ocultar sua dor. Mudar o rosto mil vezes por dia. Sentir que o sangue lhe enrubesce a face, subindo, depois rapidamente se esvai, deixando-a pálida, assim como a vergonha, a esperança e ou o medo nos governam. Buscar aquilo que nos atormenta, fingindo uma fuga, e no entanto ter medo de achá-lo. Mostar apenas um pequeno riso entre mil suspiros. Enganar-se a si mesma. Arder de longe, gelar de perto. Um falar entrecortado, um silêncio súbito - não são estes os sinais de um homem alienado do seu juízo? Quem desculpará Hércules desfazendo os novelos de Ônfala? O Sábio Rei Hebreu, com sua grande legião de mulheres? Aníbal se desmoralizando diante de uma Dama? E muitos outros, que diariamente vemos tão depreciados que eles mesmos não se reconheceriam. Qual é a causa disso, senão a Loucura? Pois é ela, enfim, que faz Amor grande e temido. E que o leva a se desculpar, quando faz alguma coisa impensada.:

### O pensamento de Louise Labé
Parágrafo de uma carta enviada por Louise Labé para uma amiga, Mademoiselle Clemence de Bourges, em Lyon, em 24 de Julho de 1555, onde a "Bela Cordoeira" defende alguns de seus pontos de vista:
É chegado o tempo, Mademoiselle, em que as leis inflexíveis dos homens não mais impedirão as mulheres de se devotarem às ciências e disciplinas; parece-me que aquelas que forem capazes, irão empregar esta honrada liberdade, a qual nosso sexo outrora tanto desejava, em estudar estas coisas e mostrar aos homens o mal que causaram em nos privar do benefício e da honra que poderiam nos advir. E se alguém chega ao estágio no qual seja capaz de pôr suas idéias no papel, deveria fazê-lo com muito intelecto e não deveria desprezar a glória, mas adornar-se com ela antes do que com correntes, anéis e roupas suntuosas, as quais não podemos considerar realmente como nossas exceto pelo costume. Mas a honra que o conhecimento nos trará, não nos pode ser tomado – nem pela astúcia de um ladrão, nem pela violência de inimigos, nem pela duração do tempo.